# Jacek Michał Szpak
Jacek Michał Szpak (ur. 3 lipca 1959 w Dynowie) – polski rzeźbiarz, malarz i ceramik. Współzałożyciel Związku Artystów Pedagogów Ceramików i Rzeźbiarzy.
Prezydent Okręgu Mazowieckiego Związku Polskich Artystów Rzeźbiarzy w Warszawie. Komisarz i kurator wielu plenerów w kraju i za granicą.
Uczestnik sympozjów i seminariów naukowych we Francji, Włoszech, Wielkiej Brytanii, Grecji, Niemczech oraz Hiszpanii.

## Życiorys
Absolwent Państwowego Liceum Sztuk Plastycznych im. St. Wyspiańskiego w Jarosławiu – specjalność Wystawiennictwo, 2-letniego Studium Fotografii i Filmu, Wydziału Sztuk Pięknych UMCS w Lublinie, Akademii Sztuk Pięknych im. J. Matejki w Krakowie, Wydziału Zarządzania Uniwersytetu Warszawskiego.
Pracuje jako nauczyciel w szkolnictwie artystycznym od 1987 r. – Studium Nauczycielskie, Politechnika Radomska. Obecnie Zespół Szkół Plastycznych im. J. Brandta i J. Malczewskiego w Radomiu.

## Wybrane realizacje
- płaskorzeźba Leona Stanisława Pineckiego w Sulęcinie
- płaskorzeźba Żwirki i Wigury w sztabie JW w Radomiu
- obelisk poświęcony Józefowi Piłsudskiemu w Głowaczowie
- rzeźby rodziny Firlejów na Zamku w Janowcu
- rzeźby sakralne w klasztorze SS Klarysek Skaryszewie
- popiersie Joachima Lelewela w Wilnie
- płaskorzeźba Władysława Syrokomli w Wilnie
- pomnik "Kobieta z Polski" – Băişoara, Rumunia
- pomnik "Žena" – Trzyniec, Czechy
- pomnik K. K. Baczyńskiego w VII LO w Radomiu
- płaskorzeźba J. Słowackiego w IX LO w Radomiu
- płaskorzeźba Królowej Jadwigi w PG nr 8 w Radomiu
- Pomnik Dobrego Wojaka Szwejka w Przemyślu
- płaskorzeźba w PG nr 22 im. Karola Wojtyły w Radomiu (w realizacji)

## Niektóre wystawy
- wystawa artystów pedagogów w Muzeum Narodowym w Przemyślu, 1989
- Ogólnopolskie Salony Rzeźby, 1995-2003
- wystawa "Przedwiośnie" w Kielach, 2002, 2003
- wystawy ceramiki w Muzeum w Limanowej, 2006-2007
- wystawy ceramiki w Muzeum w Bochni, 2006-2007
- wystawa malarstwa w Galerii Sztuki Współczesnej "Solvay" w Krakowie, 2007
- wystawa malarstwa w "Galerii Pod Schodami" w Krakowie, 2007
- wystawa ceramiki w Zakładach Norblina w Warszawie, grudzień 2007
- wystawa ceramiki "Ziemia palona" – Otwockie Muzeum w Warszawie, luty 2008
- wystawa rysunku, malarstwa i rzeźby "Trzy Muzy" – Galeria KUL w Lublinie, luty-marzec 2008
- wystawa ceramiki – Nowohuckie Centrum Kultury w Krakowie, 2008
- wystawa ceramiki "Struny Światła" w Zakopanem, 2008
- wystawy ceramiki – Pałac w Krasiczynie, 2008-2009
- Wystawa Radomskiego Okręgu ZPAP, 2008 i 2009
- wystawa rzeźby "Inspiracja Biblią" w Kolegiacie w Jarosławiu, 2009
- wystawa ceramiki w Muzeum Historii Przemysłu w Opatówku, czerwiec 2009
- wystawa ceramiki na Wydziale Sztuk Pięknych Uniwersytetu Śląskiego w Cieszynie, wrzesień 2009
- wystawa ceramiki – Galeria pod Ratuszem w Rzeszowie, czerwiec 2010
- wystawa ceramiki "Ceramiczne Dialogi z Jackiem Michałem Szpakiem" – Przemyśl, czerwiec-lipiec 2009
- wystawa ceramiki "Ceramiczne Dialogi" – Radomski Klub Środowisk Twórczych i Galeria "Łaźnia", 2008 i grudzień 2010
- wystawa ceramiki "Sonata Ceramiczna" w Zakopanem, 2011
- wystawa ceramiki "Sonata Ceramiczna" w Warszawie, 2011
- wystawa ceramiki w Samorządowym Centrum Kultury przy Domu Kultury w Mielcu, maj 2011

## Ważne plenery
- I Decentrystyczny Międzynarodowy Plener Ceramiczny – Zduny, sierpień 2009
- Międzynarodowy Plener Ceramiczny – Zduny
- Międzynarodowy Plener Ceramiczny – Szczecin, 2010
- plenery ceramiczne – Nowy Wiśnicz
- plenery ceramiczne – Cieszyn
- Międzynarodowy Plener Rzeźby – Trzyniec, Czechy
- Międzynarodowy Plener Rzeźby, Băişoara, Rumunia

## Nagrody i odznaczenia
- Srebrny Krzyż Zasługi
- wyróżnienie na Ogólnopolskim Salonie Rzeźby – Warszawa 2001-2002
- medal Komisji Edukacji Narodowej
- Odznaka „Zasłużony Działacz Kultury”
- nagroda Prezydenta Miasta Radomia